# Felipe (película de 2023)
Felipe es una película dramática argentina de 2023, dirigida y escrita por Federico Schmukler.
Tuvo su estreno durante la vigésima edición del Festival de Cine Europeo de Sevilla el 24 de noviembre de 2023 y el 7 de noviembre de 2024 llegó a salas no comerciales de Córdoba, donde fue producida y realizada.
Es una película de tipo coming-of-age ambientada durante crisis argentina de 2001 en Córdoba.

## Argumento
Felipe es un adolescente de 13 años que se enamora de su vecina Lucía. Su mamá vive en Córdoba y su papá en Buenos Aires. Los jóvenes deciden escapar en el contexto de crisis del 2001, mientras su familia lucha contra las presiones económicas y políticas.

## Producción
Es una coproducción entre cuatro países: Argentina, España, Guatemala y México, cuyo rodaje inició en 2021. El director se refirió a la película como "una historia muy personal". Se rodó en su mayoría en la ciudad de Córdoba.

## Recepción
Júlia Olmo de Cineuropa indicó, luego de su estreno en Sevilla: «A pesar de sus debilidades, Felipe se acerca a lo que pretende ser, una película sencilla y honesta, sin doblez ni artificio, íntima y al tiempo política, con sus momentos hermosos y emocionantes, sobre esa etapa en la que empezamos a enterarnos (o a intentar hacerlo) de qué va la vida.».